# Língua yugambeh
Yugambeh é uma língua aborígene da Austrália falada pelo povo Yugambeh (Bundjalung) que vive no sudeste do litoral de Queensland entre os rios Logan e Tweed (incluindo a ilha South Stradbroke).
Yugambeh é uma das duas dúzia de dialetos da Língua bundjalung. Dentre os aspectos que diferenciam o Yugambeh é que yugambeh (ou yugam) is the word for no.  The Yugambeh people use this to identify their language (those who say yugambeh for no).
Não uum povo Yugambeh separado, a língua é parte de um continuum de dialetos falado pelos Bundjalung, onde  Yugambeh era a palavra para Não, Nenhum ou Nada nas áreas dos rios Logan ao Clarence.

## Nomes
Yugambeh pode também ser chamada de:
- Yugambir, Yugabeh ([[Yugambal/Yugumbal, que foi uma língua separada localizada mais tarde. west[4])
- Yubumbee
- Jugumbir, Jukamba
- Manaldjali (provavelmente de Mununjali, nome de um clã falante de Yugambeh)
- Minjanbal (provavelmente de Minjungbal, de um clã falante de Yugambeh)